# Spartopteryx
Spartopteryx là một chi bướm đêm thuộc họ Geometridae.